# Église Saint-Georges de Bourbon-l'Archambault
L'église Saint-Georges est une église catholique située à Bourbon-l'Archambault, en France.

## Localisation
L'église est située dans le département français de l'Allier, sur la commune de Bourbon-l'Archambault.

## Historique
L'édifice est classé au titre des monuments historiques en 1846.

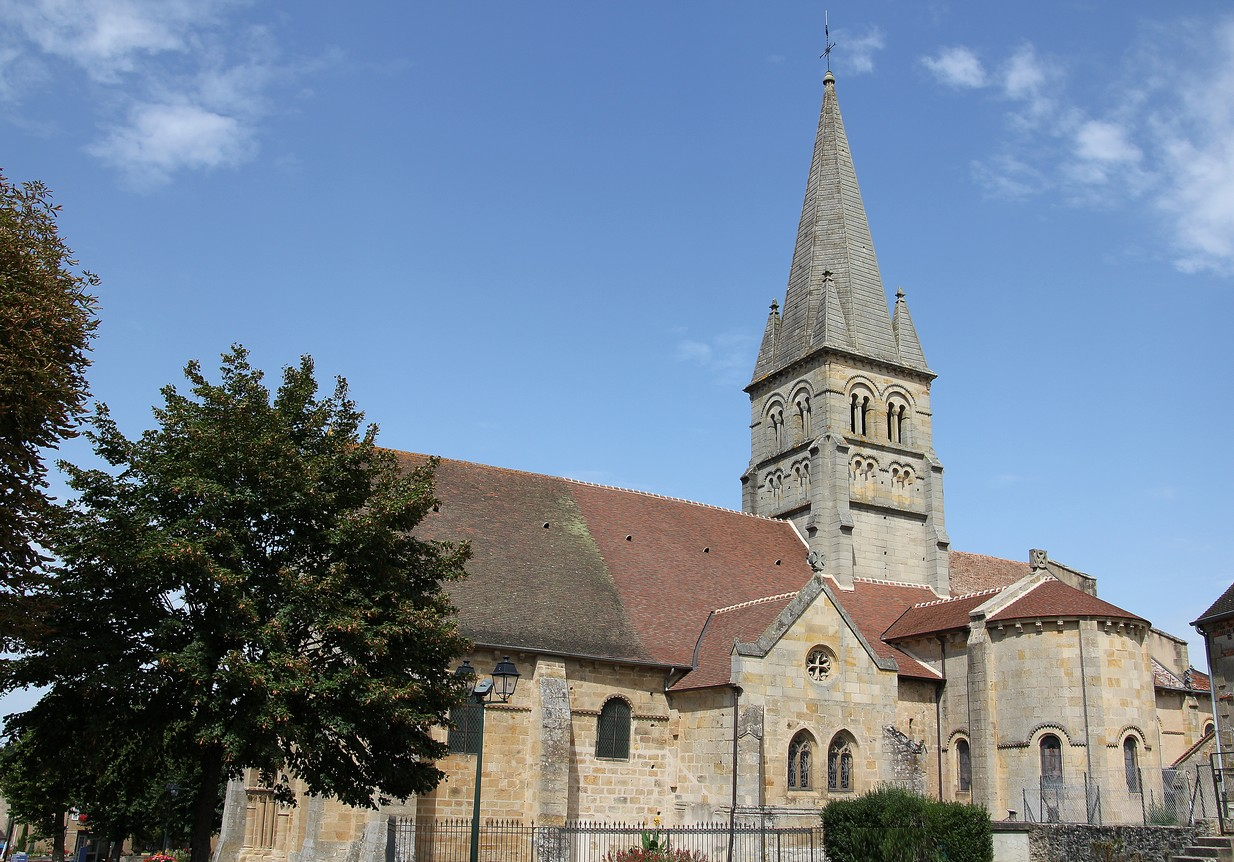
Côté sud.
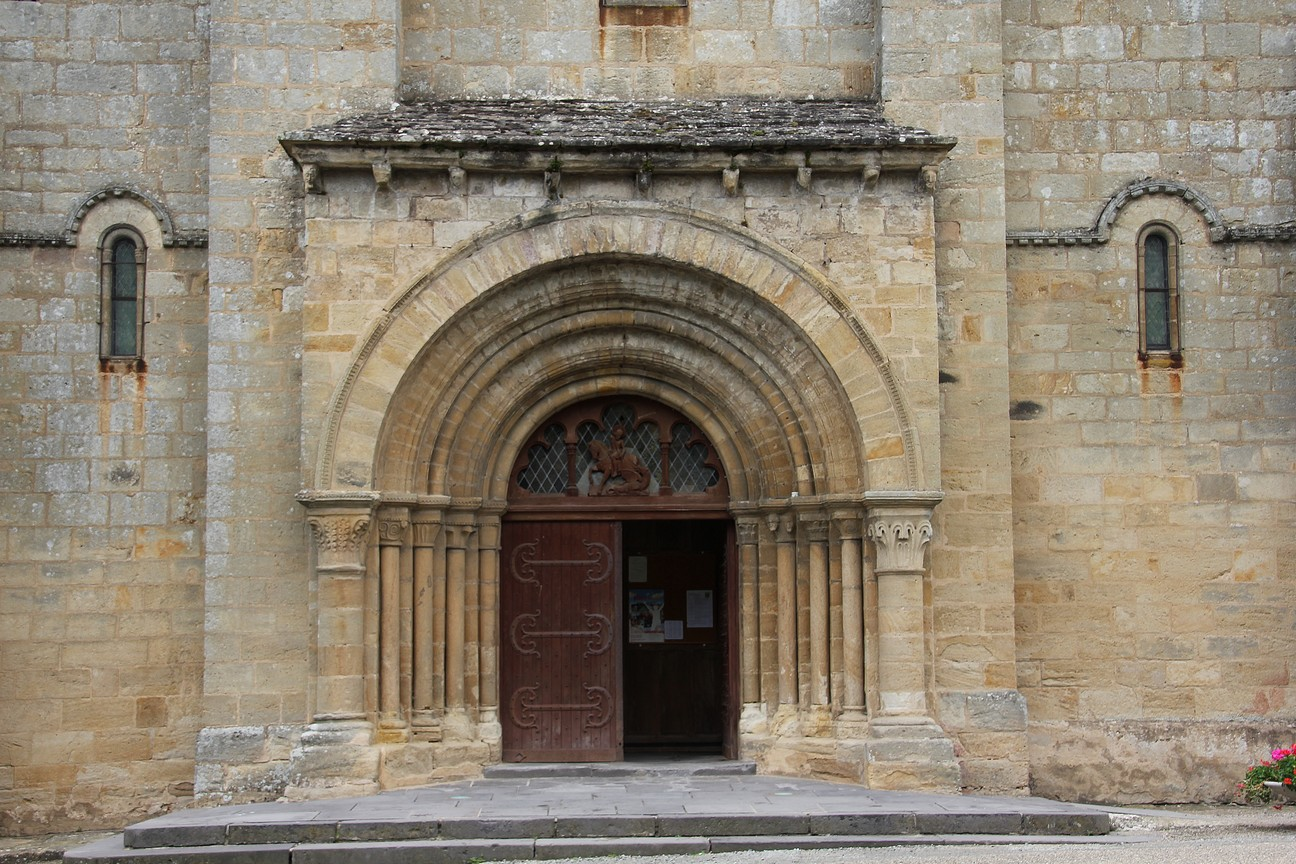
Portail ouest.
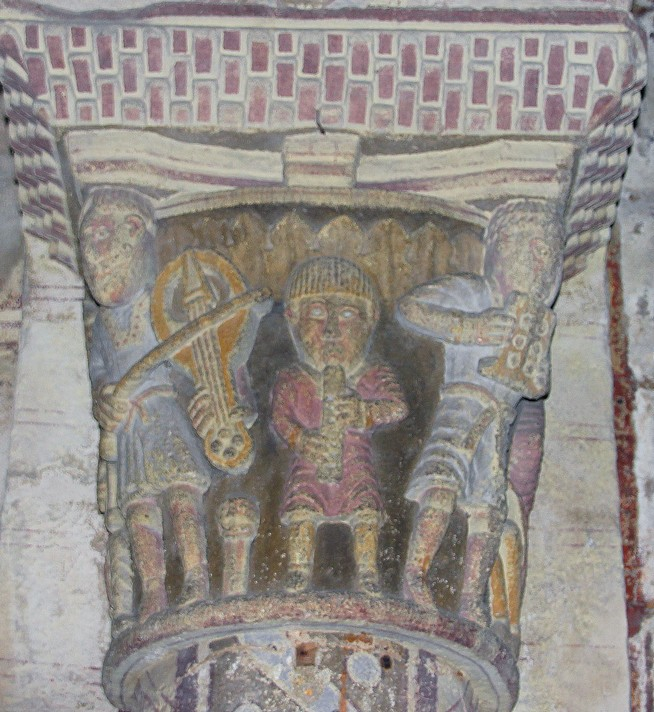
Les musiciens.